# Fabiana Murerová
Fabiana de Almeida Murer (* 16. března 1981, Campinas) je brazilská atletka, která se specializuje na skok o tyči.

## Kariéra
Na juniorském mistrovství světa v Santiago de Chile v roce 2000 obsadila desáté místo. První úspěch zaznamenala na světovém poháru v Athénách 2006, kde skončila na druhém místě. O rok později skončila na mistrovství světa v Ósace s výkonem 465 cm šestá. Na Panamerických hrách 2007 v brazilském Rio de Janeiru získala zlatou medaili. V roce 2008 získala na halovém MS ve Valencii společně s Polkou Monikou Pyrekovou bronzovou medaili. V témže roce reprezentovala poprvé na letních olympijských hrách v Pekingu, kde skončila ve finále na desátém místě. 7. června 2009 si vylepšila hodnotu osobního rekordu na 482 cm.
Na mistrovství světa v Berlíně obsadila výkonem 455 cm páté místo. Později skončila druhá na světovém atletickém finále v Soluni. V roce 2010 se stala v katarském Dauhá halovou mistryní světa, když ve finále překonala napoprvé 480 cm. Stříbro získala Ruska Světlana Feofanovová, která stejnou výšku skočila napodruhé. O rok později vybojovala v jihokorejském Tegu ve vyrovnaném osobním rekordu 485 cm titul mistryně světa.

## Osobní rekordy
Je držitelkou národních rekordů a rekordů Jižní Ameriky.
- hala – 483 cm – 6. února 2015, Nevers
- venku – 485 cm – 4. června 2010, San Fernando, Španělsko